# Framura
Framura est une commune de la province de La Spezia, dans la région Ligurie, en Italie.

## Administration
| Période                                  | Période  | Identité        | Étiquette       | Qualité |
| ---------------------------------------- | -------- | --------------- | --------------- | ------- |
| 14 juin 2004                             | En cours | Giobatta Chiono | Centro-Sinistra |         |
| Les données manquantes sont à compléter. |          |                 |                 |         |

### Hameaux
Anzo, Ravecca, Setta, Costa, Castagnola.

### Communes limitrophes
Bonassola, Carrodano, Deiva Marina, Levanto.